# Hrobka Berchtoldů (Neznašov)
Hrobka Berchtoldů, také hrobka hrabat Berchtoldů nebo Berchtoldská, případně Berchtoldova hrobka je novobarokní pohřební kaple české linie hraběcího rodu Berchtoldů z Uherčic z let 1937–1938. Nachází se přibližně sto metrů jihovýchodně od hřbitova v Neznašově na vrchu Kalvárie nad soutokem řek Vltavy a Lužnice v okrese České Budějovice. V kapli byly původně pohřbeny tři osoby. Poslední pohřeb se konal v roce 1941. Kaple je památkově chráněna, je v majetku obce Všemyslice a výjimečně bývá zpřístupněna (např. komorní koncerty).

## Historie
Berchtoldové z Uherčic vlastnili neznašovské panství od roku 1784, kdy ho v dražbě koupil hrabě Prosper Antonín Berchtold (1720–1807). Kolem roku 1800 nechal na místě renesanční tvrze postavit empírový zámek s kaplí sv. Jana Nepomuckého.
Pohřební kapli nechala vystavět majitelka neznašovského statku Juliana Berchtoldová z Uherčic, provd. Schnöblingová (1899–?) v letech (1936?) 1937–1938. Na jejím místě původně stál kříž a lokalitě se říkalo Kalvárie. Impulsem ke stavbě hrobní kaple bylo úmrtí manžela. Několik verzí plánů vyhotovil architekt Vilém Rittershain (1889–1963) v roce 1936. Stavbu provedl stavitel Antonín J. Kubíček (1883–). Stavba byla dokončena v roce 1938 a vysvěcena 7. května 1938 kancléřem arcibiskupské konzistoře Antonínem Bořkem-Dohalským. Následně byly v květnu 1938 do kaple přeneseny ostatky Julianina otce a manžela.
Julianin otec Otakar Berchtold byl zastřelen v roce 1918 při návratu z honu na silnici z Neznašova do Albrechtic nad Vltavou. Na jeho památku nechala Juliana u příležitosti desátého výročí události postavit na místě činu boží muka s vyobrazením Bolestné Panny Marie s Ježíškem na klíně, která však byla v roce 1980 zničena.
Jako poslední byly v hrobce v roce 1941 uloženy ostatky Julianiny matky.

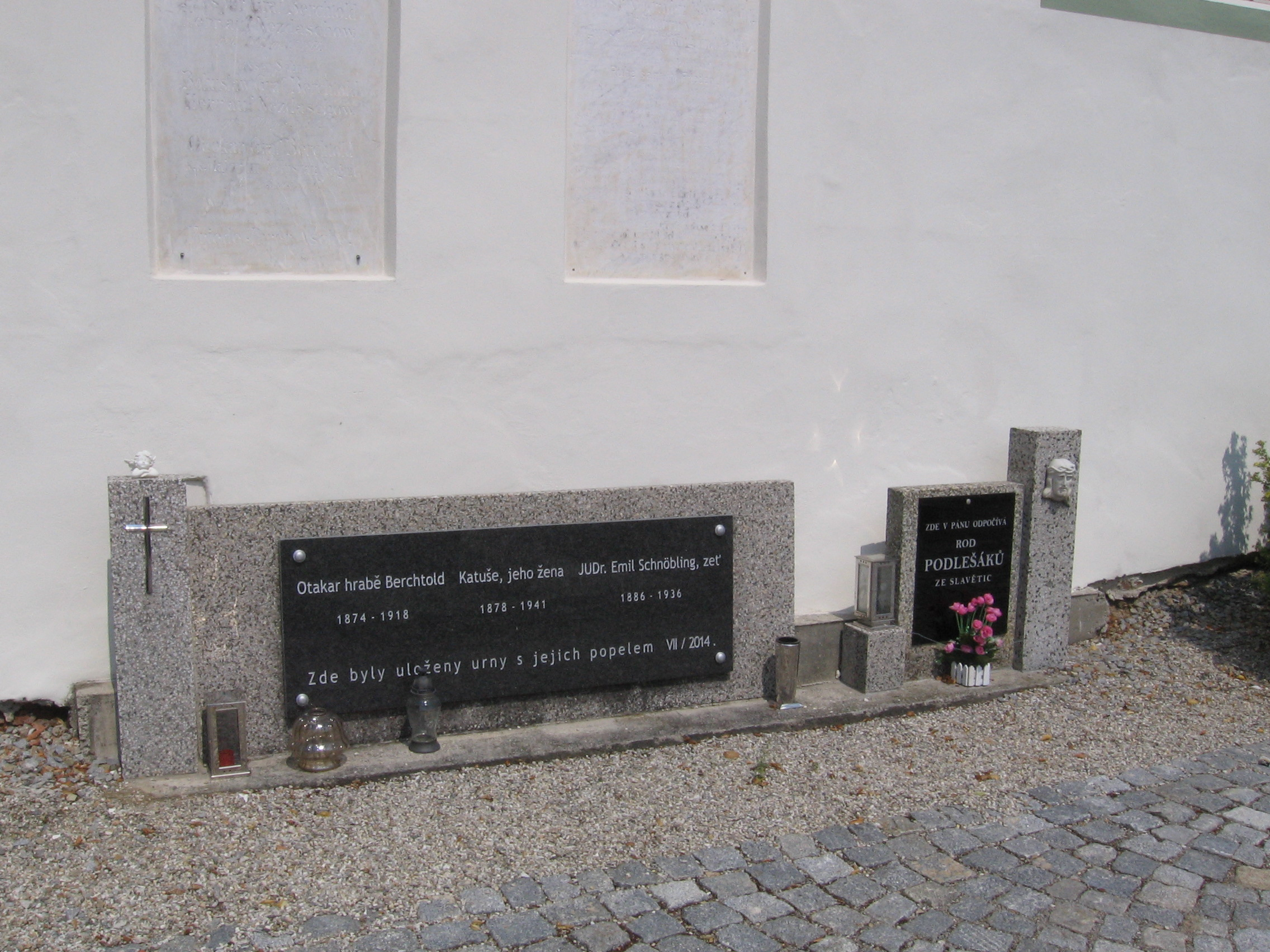
Nové uložení uren s ostatky na hřbitově při kostele sv. Trojice

Protože se příslušníci rodu Berchtoldů a Schnöblingů hlásili k německé národnosti, byl jejich majetek v roce 1945 zkonfiskován na základě Benešových dekretů. Juliana a její dcera byly zadrženy a uvězněny. Byly obžalovány z kolaborace a udavačství. Hrobní kaple se stala majetkem státu. Její údržba byla zanedbána, hrobka zchátrala a byla také zneuctěna vandaly. Dokonce se propadl strop. Po roce 1989 požádali potomci původních majitelů o restituci majetku, jejich žádost však byla kvůli pozitivnímu vztahu předků k německým okupantům zamítnuta. Kaple byla konci 20. století z majetku státu převedena do majetku obce Všemyslice a zrestaurována. Obnova byla dokončena v roce 1999. Ostatky zde pohřbených byly zpopelněny a v červenci 2014 uloženy na neznašovském hřbitově.

## Architektura

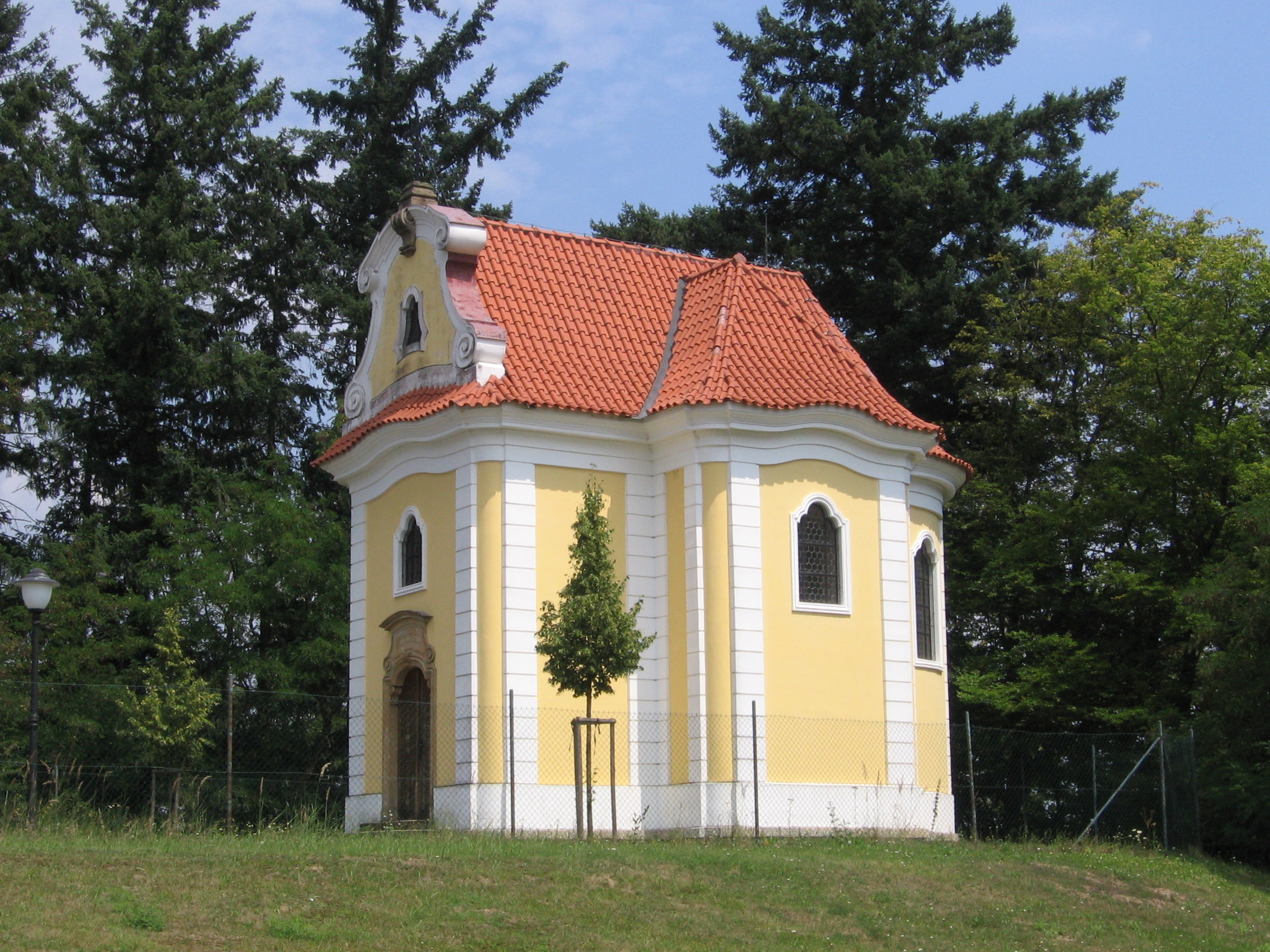
Pohled od jihozápadu

### Exteriér
Rodinná hrobní kaple byla postavena v novobarokním stylu na půdorysu řeckého kříže.
Vstupní průčelí, které je jednoosé, se nachází na severozápadní straně. Je ukončeno širokou profilovanou, prejzy krytou římsou, která obíhá celou hmotu hrobky. Nad římsou se zvedá volutový segmentově zakončený štít, který zdobí profilovaná horní římsa a hlavní klenák a kasulové okno prolomené v ploše štítu. Štít završuje kovový barokizující latinský kříž. Celé průčelí je po stranách lemováno rustikovanými vertikálními pilastry a nároží jsou zaoblena.
Novobarokní výrazně profilovaný portál má zúžené segmentové zakončení, jehož horní rohy zdobí výrazně profilované voluty a v zaklenutí vystupuje hlavní klenák. Plochu nad portálem zdobí lichoběžníková volutová segmentově ukončená supraporta, kterou kryje profilovaná římsa a která má konkávně prohnuté boční hrany. Na ploše supraporty je nápis V NÁRUČI BOŽÍ, Z KTERÉ JSME VYŠLI, SE NAVEČER VŠICHNI SEJDEME ZAS. V portále jsou zasazené dvoukřídlé dveře s palubkovým zdobením. Nad portálem v ose průčelí je obdélné okno zakončené zúženým polokruhem. Lemuje ho výrazné profilované ostění. Boční hladké stěny bez otvorů jsou vymezeny lizénovými rustikovanými pilastry.
Boční zdi na severovýchodní a jihozápadní straně jsou členěny obdélným oknem zakončeným zúženým polokruhem a jsou lemovány výrazným profilovaným ostěním, jako je to i u vstupního průčelí. Půlkruhově zakončený závěr hrobky je lemován třemi rustikovanými vertikálními pilastry, kde v každém poli je po jednom okně, které je shodné s oknem ve vstupním průčelí. Hmota hrobky vyrůstá z jednoduchého soklu.
Podélnou loď kryje sedlová střecha, která je zakončena nad polokruhovým závěrem polokuželem, zatímco boční loď kryje část valbové střechy, která navazuje na podélnou úroveň hřebene. Střešní krytinu tvoří prejzy.

### Interiér
Podélná loď je na východě zakončena polokruhovým presbytářem. Nad vstupem do prostoru lodi je vestavěna kruchta, na níž vede na severní straně (vlevo od vchodu) schodiště. Kruchtu i schodiště zabezpečuje železné profilované zábradlí. Prostor hrobky má rovný strop s jednoduchou štukovou výzdobou a s fabionem, který dosedá na bohatě profilovanou štukovou římsu po obvodě. Původní dřevěný byl během rekonstrukce na konci 20. století nahrazen ocelovými nosníky a keramickými deskami. Podlaha je vyložena pískovcovými dlaždicemi.
Z vybavení se v torzálním stavu dochoval dřevěný oltář bez oltářního obrazu, samostatně stojící menza, pískovcová soška a mramorové sarkofágy zasazené po bocích podélné lodi v transeptu.

## Seznam pohřbených
Otec zakladatelů české a moravské větve Prosper Antonín Berchtold z Uherčic (1720–1807) byl pohřben v Tučapech, příslušníci české (neznašovské) linie Berchtoldů bývali pohřbíváni v kryptě kostela sv. Trojice v Neznašově. V nové hrobce byly pohřbeny tři osoby. Příslušníci moravské větve byli pohřbíváni v kapli sv. Barbory v Buchlovicích.

### Chronologicky podle data úmrtí
V tabulce jsou uvedeny základní informace o pohřbených. Fialově jsou vyznačeni příslušníci rodu Berchtoldů a žlutě jsou vyznačeny přivdané manželky, pokud zde byly pohřbeny, nebo manželé z jiných rodů. Červeně jsou zvýrazněni majitelé neznašovského statku. Generace jsou počítány od Jana Jakuba Berchtolda z Uherčic († 1641), který byl císařem povýšen do rytířského stavu v roce 1626 a do stavu svobodných pánů v roce 1633, zakoupil panství Uherčice a další statky na Moravě a v Čechách, pohřben byl ve vídeňské katedrále svatého Štěpána. Jeho tři synové byli v roce 1673 povýšeni do hraběcího stavu. U manželek je generace v závorce a týká se generace manžela. U manželů z jiných rodů je generace také v závorce a váže se k Berchtoldům. Děti jsou vypsány v poznámce u matky, avšak pokud byla matka pohřbena jinde, jsou děti uvedeny v poznámce u otce.
| Po-řadí | Gene-race | Jméno pohřbeného                                                | Datum a místo narození      | Otec                                                                             | Datum a místo sňatku, choť                                                        | Pohřeb a uložení do hrobky | Poznámky |
| Po-řadí | Gene-race | Jméno pohřbeného                                                | Datum a místo úmrtí         | Matka                                                                            | Datum a místo sňatku, choť                                                        | Pohřeb a uložení do hrobky | Poznámky |
| ------- | --------- | --------------------------------------------------------------- | --------------------------- | -------------------------------------------------------------------------------- | --------------------------------------------------------------------------------- | --- | --- |
| 1.      | 9.        | Otakar Prosper Karel (Ottokar Prosper Karl) Berchtold z Uherčic | 19. 4. 1874 Neznašov        | Bohuslav-Pravomil Berchtold z Uherčic 7. 10. 1841 Neznašov – 7. 5. 1884 Neznašov | 9. 4. 1902 Neznašov: Kateřina Sušerová (č. 3)                                     | Původně pohřben 12. 5. 1918 v kryptě rodu Berchtoldů v kostele Nejsvětější Trojice. Dne 11. 5. 1938 byly ostatky uloženy v nové hrobce. V roce 2014 byla urna se zpopelněnými ostatky uložena na hřbitově v Neznašově. | Majitel statku Neznašov (1898–1918; v letech 1884–1898 byla poručnicí nezletilého Ottokara jeho matka) a Vidovice. Zavražděn. Zastřelen sekaným olovem cestou z lovu. Ultimus familiae neznašovské linie. |
| 1.      | 9.        | Otakar Prosper Karel (Ottokar Prosper Karl) Berchtold z Uherčic | 8. 5. 1918 Neznašov         | Giulietta z Bulgarini 16. 2. 1850 Lemberg – 7. 3. 1927 Vídeň                     | 9. 4. 1902 Neznašov: Kateřina Sušerová (č. 3)                                     | Původně pohřben 12. 5. 1918 v kryptě rodu Berchtoldů v kostele Nejsvětější Trojice. Dne 11. 5. 1938 byly ostatky uloženy v nové hrobce. V roce 2014 byla urna se zpopelněnými ostatky uložena na hřbitově v Neznašově. | Majitel statku Neznašov (1898–1918; v letech 1884–1898 byla poručnicí nezletilého Ottokara jeho matka) a Vidovice. Zavražděn. Zastřelen sekaným olovem cestou z lovu. Ultimus familiae neznašovské linie. |
| 2.      | (10.)     | Emil Schnöbling                                                 | 17. 5. 1886 Benešov         | František Schnöbling                                                             | 19. 11. 1919 Praha: Juliana Berchtoldová z Uherčic 7. 2. 1899 Týn nad Vltavou – ? | Původně pohřben na Olšanských hřbitovech, 13. 5. 1938 byly ostatky uloženy v nové hrobce. V roce 2014 byla urna se zpopelněnými ostatky uložena na hřbitově v Neznašově.                                               | JUDr., advokát. Narodila se mu dcera: - Helena (1921–?) |
| 2.      | (10.)     | Emil Schnöbling                                                 | 4. 1. 1936 Praha            | Marie Kaplická                                                                   | 19. 11. 1919 Praha: Juliana Berchtoldová z Uherčic 7. 2. 1899 Týn nad Vltavou – ? | Původně pohřben na Olšanských hřbitovech, 13. 5. 1938 byly ostatky uloženy v nové hrobce. V roce 2014 byla urna se zpopelněnými ostatky uložena na hřbitově v Neznašově.                                               | JUDr., advokát. Narodila se mu dcera: - Helena (1921–?) |
| 3.      | (9.)      | Kateřina Sušerová                                               | 30. 4. 1877 Týn nad Vltavou | Václav Sušera                                                                    | 9. 4. 1902 Neznašov: Otakar Berchtold z Uherčic (č. 1)                            | Pohřbena v listopadu 1941. V roce 2014 byla urna se zpopelněnými ostatky uložena na hřbitově v Neznašově. | Dcera řezníka v Týně nad Vltavou. Majitelka statku Vidovice. Narodila se jí jedna dcera: - Juliana Maria, provd. Schnöblingová (1899–?), majitelka statku Neznašov (1918–1945).                           |
| 3.      | (9.)      | Kateřina Sušerová                                               | 3. 11. 1941 Neznašov        | Terezie Mezerová                                                                 | 27. 9. 1920 Velké Popovice: Alois Fanta 28. 11. 1885 Jesené – ?                   | Pohřbena v listopadu 1941. V roce 2014 byla urna se zpopelněnými ostatky uložena na hřbitově v Neznašově. | Dcera řezníka v Týně nad Vltavou. Majitelka statku Vidovice. Narodila se jí jedna dcera: - Juliana Maria, provd. Schnöblingová (1899–?), majitelka statku Neznašov (1918–1945).                           |

### Pohřbení v kostele Nejsvětější Trojice
Před výstavbou pohřební kaple byli mnozí příslušníci české linie Bercholdů pohřbeni v kryptě kostela sv. Trojice v Neznašově. Seznam vychází z údajů v matrikách a textů na náhrobních deskách. Nemusí být kompletní. Osoby mají na rozdíl od předchozí tabulky speciální číslování a jsou zeleně zvýrazněny.
| Po-řadí | Gene-race | Jméno pohřbeného                      | Datum a místo narození         | Otec                                                                                    | Datum a místo sňatku, choť | Pohřeb a uložení do hrobky                | Poznámky |
| Po-řadí | Gene-race | Jméno pohřbeného                      | Datum a místo úmrtí            | Matka                                                                                   | Datum a místo sňatku, choť | Pohřeb a uložení do hrobky                | Poznámky |
| ------- | --------- | ------------------------------------- | ------------------------------ | --------------------------------------------------------------------------------------- | --- | ----------------------------------------- | --- |
| x787.   | 6.        | Jindřich Berchtold z Uherčic          | 14. 10. 1787 Neznašov          | Prosper Antonín Berchtold z Uherčic 20. 11. 1720 Znojmo – 7. 4. 1807 Tučapy u Soběslavi | |                                           | Zemřel ve věku 5 týdnů na psotník. |
| x787.   | 6.        | Jindřich Berchtold z Uherčic          | 20. 11. 1787 Neznašov          | Marie Anna Weiser 1763–1843                                                             | |                                           | Zemřel ve věku 5 týdnů na psotník. |
| y812.   | (6.)      | Emilie Schellová z Bauschlottu        | 18. 5. 1786 Vídeň              | Karel Schell z Bauschlottu                                                              | 17. 7. 1804 Vídeň: Karel Gustav Berchtold z Uherčic (č. x813)                                                                             | Pohřbena 9. 1. 1812.                      | Zemřela ve věku 25 let. Příčina úmrtí není v matrice zmíněna. Narodily se jí následující děti: - 1. Vincentia, provd. von Spangen von Uyternesse (1805–1871) - 2. Prosper Karel (1807–1866; č. x866) - 3. Antonín Jan (1809–1841) - 4. Alexander (*/† 1812; č. x812)                      |
| y812.   | (6.)      | Emilie Schellová z Bauschlottu        | 7. 1. 1812 Neznašov            |                                                                                         | 17. 7. 1804 Vídeň: Karel Gustav Berchtold z Uherčic (č. x813)                                                                             | Pohřbena 9. 1. 1812.                      | Zemřela ve věku 25 let. Příčina úmrtí není v matrice zmíněna. Narodily se jí následující děti: - 1. Vincentia, provd. von Spangen von Uyternesse (1805–1871) - 2. Prosper Karel (1807–1866; č. x866) - 3. Antonín Jan (1809–1841) - 4. Alexander (*/† 1812; č. x812)                      |
| x812.   | 7.        | Alexander Berchtold z Uherčic         | 6. 1. 1812 Neznašov            | Karel Gustav z Berchtoldu (č. x813)                                                     | | Pohřben 1. 9. 1812.                       | Zemřel ve věku 8 měsíců. Příčina úmrtí není v matrice zmíněna. |
| x812.   | 7.        | Alexander Berchtold z Uherčic         | 30. 8. 1812                    | Emilie Schellová z Bauschlottu (č. y812)                                                | | Pohřben 1. 9. 1812.                       | Zemřel ve věku 8 měsíců. Příčina úmrtí není v matrice zmíněna. |
| x813.   | 6.        | Karel Gustav Berchtold z Uherčic      | 29. 6. 1761 Stráž nad Nežárkou | Prosper Antonín Berchtold z Uherčic 20. 11. 1720 Znojmo – 7. 4. 1807 Tučapy u Soběslavi | 26. 7. 1792 Vídeň: Marie Anna z Edlingu 17. 7. 1773 Vídeň – 8. 2. 1802 Vídeň                                                              | Pochován 29. 5. 1813.                     | C. k. komoří a major v armádě. Majitel statku Neznašov. Zemřel ve věku 51 let. Příčina úmrtí není v matrice zmíněna. V prvním manželství se mu narodily následující děti: - 1. Marie Eleonora Josefa, provd. Boot de Sombeeck von Veltheim (1794–1840) - 2. Karel Filip Šimon (1795–1870) |
| x813.   | 6.        | Karel Gustav Berchtold z Uherčic      | 26. 5. 1813 Neznašov           | Marie Tereza Petřvaldská z Petřvaldu 14. 1. 1727 – 1768                                 | 17. 7. 1804 Vídeň: Emilie Schellová z Bauschlottu (č. y812)                                                                               | Pochován 29. 5. 1813.                     | C. k. komoří a major v armádě. Majitel statku Neznašov. Zemřel ve věku 51 let. Příčina úmrtí není v matrice zmíněna. V prvním manželství se mu narodily následující děti: - 1. Marie Eleonora Josefa, provd. Boot de Sombeeck von Veltheim (1794–1840) - 2. Karel Filip Šimon (1795–1870) |
| x838.   | 8.        | Bohumila Berchtoldová z Uherčic       | 29. 10. 1836 Neznašov          | Prosper Karel Berchtold z Uherčic (č. x866)                                             | | Pohřbena 10. 11. 1838 v Neznašově.        | Zemřela ve věku dvou let. Příčina úmrtí není v matrice zemřelých uvedena. |
| x838.   | 8.        | Bohumila Berchtoldová z Uherčic       | 8. 11. 1838 Neznašov           | Žofie Zollmannová z Zollerndorfu (č. x883)                                              | | Pohřbena 10. 11. 1838 v Neznašově.        | Zemřela ve věku dvou let. Příčina úmrtí není v matrice zemřelých uvedena. |
| x847.   | 8.        | Jaromír Berchtold z Uherčic           | 29. 1. 1834 Neznašov           | Prosper Karel Berchtold z Uherčic (č. x866)                                             | | Pohřben 6. 4. 1847 v Neznašově.           | Zemřel ve věku 13 let na glomerulonefritidu (zánět glomerulů). |
| x847.   | 8.        | Jaromír Berchtold z Uherčic           | 4. 4. 1847 Neznašov            | Žofie Zollmannová z Zollerndorfu (č. x883)                                              | | Pohřben 6. 4. 1847 v Neznašově.           | Zemřel ve věku 13 let na glomerulonefritidu (zánět glomerulů). |
| x866.   | 7.        | Prosper Karel Berchtold z Uherčic     | 8. 4. 1807 Neznašov            | Karel Gustav Berchtold z Uherčic (č. x813)                                              | 11. 9. 1831 Koloděje nad Lužnicí: Marie Emilie Wratislavová z Mitrowicz a Schönfeldu 11. 9. 1807 Koloděje nad Lužnicí – 1. 12. 1832 Praha | Pohřben 22. 4. 1866 v kryptě v Neznašově. | Majitel statku Neznašov. Zemřel ve věku 59 let na ochrnutí plic. V prvním manželství se se mu narodila dcera: - 1. Zdenka, provd. von Montalban zu Cornigliano (1832–1914) |
| x866.   | 7.        | Prosper Karel Berchtold z Uherčic     | 19. 4. 1866 České Budějovice   | Emilie Schellová z Bauschlottu (č. y812)                                                | 9. 4. 1833 Praha: Žofie Zollmannová z Zollerndorfu (č. x883)                                                                              | Pohřben 22. 4. 1866 v kryptě v Neznašově. | Majitel statku Neznašov. Zemřel ve věku 59 let na ochrnutí plic. V prvním manželství se se mu narodila dcera: - 1. Zdenka, provd. von Montalban zu Cornigliano (1832–1914) |
| x883.   | (7.)      | Žofie Zollmannová z Zollerndorfu      | 6. 12. 1813 Praha              | Antonín Zollmann z Zollerndorfu                                                         | 9. 4. 1833 Praha: Prosper Karel Berchtold z Uherčic (č. x866)                                                                             |                                           | Narodily se jí následující děti: - 1. Jaromír (1833–1847; č. x847) - 2. Miloslava, provd. Zahn (1834–1874) - 3. Bohumila (1836–1838; č. x838) - 4. Bohuslav Pravomil (1841–1884; č. x884) - 5. Otakar Vincenc (1845–1886; č. x866)                                                        |
| x883.   | (7.)      | Žofie Zollmannová z Zollerndorfu      | 12. 3. 1883 České Budějovice   | Josefina Nováková                                                                       | 9. 4. 1833 Praha: Prosper Karel Berchtold z Uherčic (č. x866)                                                                             |                                           | Narodily se jí následující děti: - 1. Jaromír (1833–1847; č. x847) - 2. Miloslava, provd. Zahn (1834–1874) - 3. Bohumila (1836–1838; č. x838) - 4. Bohuslav Pravomil (1841–1884; č. x884) - 5. Otakar Vincenc (1845–1886; č. x866)                                                        |
| x884.   | 8.        | Bohuslav Pravomil Berchtold z Uherčic | 7. 10. 1841 Neznašov           | Prosper Karel Berchtold z Uherčic (č. x866)                                             | 20. 1. 1869 Chotoviny: Giulietta z Bulgarini 16. 2. 1850 Lvov – 7. 3. 1927 Vídeň                                                          |                                           | Majitel statku Neznašov. Narodily se mu následující děti: - 1. Maria Vincentia, provd. z Waldstein-Wartenbergu (1869–1919) - 2. Ottokar-Prosper Karl (1874–1918; č. 1) - 3. Karel Maria (1876–?), inspektor čs. státních drah - 4. Gisela (1882–1951), dáma Ústavu šlechtičen             |
| x884.   | 8.        | Bohuslav Pravomil Berchtold z Uherčic | 7. 5. 1884 Neznašov            | Žofie Zollmannová z Zollerndorfu (č. x883)                                              | 20. 1. 1869 Chotoviny: Giulietta z Bulgarini 16. 2. 1850 Lvov – 7. 3. 1927 Vídeň                                                          |                                           | Majitel statku Neznašov. Narodily se mu následující děti: - 1. Maria Vincentia, provd. z Waldstein-Wartenbergu (1869–1919) - 2. Ottokar-Prosper Karl (1874–1918; č. 1) - 3. Karel Maria (1876–?), inspektor čs. státních drah - 4. Gisela (1882–1951), dáma Ústavu šlechtičen             |
| x886.   | 8.        | Otakar Vincenc Berchtold z Uherčic    | 25. 1. 1845 Neznašov           | Prosper Karel Berchtold z Uherčic (č. x866)                                             | |                                           | C. k. rytmistr. |
| x886.   | 8.        | Otakar Vincenc Berchtold z Uherčic    | 7. 5. 1886 Neznašov (?)        | Žofie Zollmannová z Zollerndorfu (č. x883)                                              | |                                           | C. k. rytmistr. |

Na jedné pamětní desce umístěné na zdi kostela je zmíněn Prosper Karel (1807–1866) a jeho dva synové Bohuslav (1841–1884) a Otakar (1845–1886), zatímco další je věnována pouze Bohuslavovi.
|  | † Seinem innigstgeliebten, guten Bruder Bohuslav Grafen Berchtold, Freiherrn von Ungarschütz, Fralling [má však být Fratting] und Pullitz, gestorben am 7. Mai 1884 in seinem 43 Lebensjahre, gewidmet von Ottokar Grafen Berchtold k. k. Rittmeister. Ruhe sanft im Frieden! Ich fühle nur, dass das beste und liebevollste Herz, das je auf Erden voll Wehe war, im Friedem zum Himmel eingegangen ist. Est ist ein seltener und schöner Zug unseres Herzens, dass es gewaltig und unwiderstehlich von dem Gedächtnisse der Todten ergriffen wird, wenn es erfüllt gerührlist von zärtlich liebevollen Empfindungen. Fast scheint es, als wenn in unseren besseren Gedanken und Gefühlen ein Zauber läge, durch dessen Macht die Seele befähigt wird. auf eine dunkle, geheimnisvolle Weise. mit den Geistern unserer abgeschiedenen Lieben in Verkehr zu treten. Ach! wie oft und lange weilen sie diese geduldigen Himmelsbewohner vielleicht um uns und ha?ren der Magte, die sich so selten vollendet und so bald wieder vergessen wird. |  | † Hier ruht Prosper Graf Berchtold Herr auf Nezdaschow, geb. 8/4 1807, gest. 19/4 1866. dessen Söhne Bohuslaw Graf Berchtold Herr auf Nezdaschow, geb. 7/10 1841, gest. 8/5 1884. Ottokar Graf Berchtold k. k. Major im 4. Huszar Regmt, geb. 25/1 1845, gest. 1886. |

### Příbuzenské vztahy pohřbených
Následující schéma znázorňuje příbuzenské vztahy Berchtoldů. Červeně orámovaní byli pohřbeni v pohřební kapli a oranžově orámovaní v kryptě nedalekého kostela sv. Trojice v Neznašově. Zeleně je vyznačen Prosper Antonín Berchtold z Uherčic (1720–1807), který zakoupil neznašovské panství v roce 1784, modře je orámován Leopold I. Berchtold (1759–1809), zakladatel moravské větve, a hnědě Juliana Schnöblingová (1899–?), poslední soukromá majitelka statku Neznašov. Arabské číslice odpovídají pořadí úmrtí podle předchozí tabulky, římské číslice představují pořadí manžela nebo manželky, pokud někdo vstoupil do manželství více než jednou. Vzhledem k účelu schématu se nejedná o kompletní rodokmen.
|                                               |                                               |                                               |                                               |                                               |                                               |  |  |                                     |                                     |                                     |                                     |                                     |                                     |  |  |                                              |                                              |                                              |                                              |                                              |                                              |                                   |                                   |                                                              |                                                              |                                                              |                                                              |                                                              |                                                              |                              |                              |                                                              |                                                              |                                                              |                                                              | I. Marie Tereza Petřvaldská z Petřvaldu 1727–1768            | I. Marie Tereza Petřvaldská z Petřvaldu 1727–1768            | I. Marie Tereza Petřvaldská z Petřvaldu 1727–1768 | I. Marie Tereza Petřvaldská z Petřvaldu 1727–1768 | I. Marie Tereza Petřvaldská z Petřvaldu 1727–1768  | I. Marie Tereza Petřvaldská z Petřvaldu 1727–1768  |                                                    |                                                    | Prosper Antonín Berchtold z Uherčic 1720–1807      | Prosper Antonín Berchtold z Uherčic 1720–1807      | Prosper Antonín Berchtold z Uherčic 1720–1807 | Prosper Antonín Berchtold z Uherčic 1720–1807 | Prosper Antonín Berchtold z Uherčic 1720–1807       | Prosper Antonín Berchtold z Uherčic 1720–1807       |                                                     |                                                     | III. Maria Anna Weiser 1763–1843                    | III. Maria Anna Weiser 1763–1843                    | III. Maria Anna Weiser 1763–1843 | III. Maria Anna Weiser 1763–1843 | III. Maria Anna Weiser 1763–1843         | III. Maria Anna Weiser 1763–1843         |                                          |                                          |                                          |                                          |  |  |                                             |                                             |                                             |                                             |                                             |                                             |  |  |                                       |                                       |                                       |                                       |                                       |                                       |  |  |                                  |                                  |                                  |                                  |                                  |                                  |  |  |                                                     |                                                     |                                                     |                                                     |                                                     |                                                     |  |  |
|                                               |                                               |                                               |                                               |                                               |                                               |  |  |                                     |                                     |                                     |                                     |                                     |                                     |  |  |                                              |                                              |                                              |                                              |                                              |                                              |                                   |                                   |                                                              |                                                              |                                                              |                                                              |                                                              |                                                              |                              |                              |                                                              |                                                              |                                                              |                                                              | I. Marie Tereza Petřvaldská z Petřvaldu 1727–1768            | I. Marie Tereza Petřvaldská z Petřvaldu 1727–1768            | I. Marie Tereza Petřvaldská z Petřvaldu 1727–1768 | I. Marie Tereza Petřvaldská z Petřvaldu 1727–1768 | I. Marie Tereza Petřvaldská z Petřvaldu 1727–1768  | I. Marie Tereza Petřvaldská z Petřvaldu 1727–1768  |                                                    |                                                    | Prosper Antonín Berchtold z Uherčic 1720–1807      | Prosper Antonín Berchtold z Uherčic 1720–1807      | Prosper Antonín Berchtold z Uherčic 1720–1807 | Prosper Antonín Berchtold z Uherčic 1720–1807 | Prosper Antonín Berchtold z Uherčic 1720–1807       | Prosper Antonín Berchtold z Uherčic 1720–1807       |                                                     |                                                     | III. Maria Anna Weiser 1763–1843                    | III. Maria Anna Weiser 1763–1843                    | III. Maria Anna Weiser 1763–1843 | III. Maria Anna Weiser 1763–1843 | III. Maria Anna Weiser 1763–1843         | III. Maria Anna Weiser 1763–1843         |                                          |                                          |                                          |                                          |  |  |                                             |                                             |                                             |                                             |                                             |                                             |  |  |                                       |                                       |                                       |                                       |                                       |                                       |  |  |                                  |                                  |                                  |                                  |                                  |                                  |  |  |                                                     |                                                     |                                                     |                                                     |                                                     |                                                     |  |  |
|                                               |                                               |                                               |                                               |                                               |                                               |  |  |                                     |                                     |                                     |                                     |                                     |                                     |  |  |                                              |                                              |                                              |                                              |                                              |                                              |                                   |                                   |                                                              |                                                              |                                                              |                                                              |                                                              |                                                              |                              |                              |                                                              |                                                              |                                                              |                                                              |                                                              |                                                              |                                                   |                                                   |                                                    |                                                    |                                                    |                                                    |                                                    |                                                    |                                               |                                               |                                                     |                                                     |                                                     |                                                     |                                                     |                                                     |                                  |                                  |                                          |                                          |                                          |                                          |                                          |                                          |  |  |                                             |                                             |                                             |                                             |                                             |                                             |  |  |                                       |                                       |                                       |                                       |                                       |                                       |  |  |                                  |                                  |                                  |                                  |                                  |                                  |  |  |                                                     |                                                     |                                                     |                                                     |                                                     |                                                     |  |  |
|                                               |                                               |                                               |                                               |                                               |                                               |  |  |                                     |                                     |                                     |                                     |                                     |                                     |  |  |                                              |                                              |                                              |                                              |                                              |                                              |                                   |                                   |                                                              |                                                              |                                                              |                                                              |                                                              |                                                              |                              |                              |                                                              |                                                              |                                                              |                                                              |                                                              |                                                              |                                                   |                                                   |                                                    |                                                    |                                                    |                                                    |                                                    |                                                    |                                               |                                               |                                                     |                                                     |                                                     |                                                     |                                                     |                                                     |                                  |                                  |                                          |                                          |                                          |                                          |                                          |                                          |  |  |                                             |                                             |                                             |                                             |                                             |                                             |  |  |                                       |                                       |                                       |                                       |                                       |                                       |  |  |                                  |                                  |                                  |                                  |                                  |                                  |  |  |                                                     |                                                     |                                                     |                                                     |                                                     |                                                     |  |  |
| Leopold I. Berchtold 1759–1809 MORAVSKÁ VĚTEV | Leopold I. Berchtold 1759–1809 MORAVSKÁ VĚTEV | Leopold I. Berchtold 1759–1809 MORAVSKÁ VĚTEV | Leopold I. Berchtold 1759–1809 MORAVSKÁ VĚTEV | Leopold I. Berchtold 1759–1809 MORAVSKÁ VĚTEV | Leopold I. Berchtold 1759–1809 MORAVSKÁ VĚTEV |  |  | Marie Johanna z Magnisu 1772–1814   | Marie Johanna z Magnisu 1772–1814   | Marie Johanna z Magnisu 1772–1814   | Marie Johanna z Magnisu 1772–1814   | Marie Johanna z Magnisu 1772–1814   | Marie Johanna z Magnisu 1772–1814   |  |  | František z Berchtoldu 1756–1799             | František z Berchtoldu 1756–1799             | František z Berchtoldu 1756–1799             | František z Berchtoldu 1756–1799             | František z Berchtoldu 1756–1799             | František z Berchtoldu 1756–1799             |                                   |                                   | I. Marie Anna z Edlingu 1773–1802                            | I. Marie Anna z Edlingu 1773–1802                            | I. Marie Anna z Edlingu 1773–1802                            | I. Marie Anna z Edlingu 1773–1802                            | I. Marie Anna z Edlingu 1773–1802                            | I. Marie Anna z Edlingu 1773–1802                            |                              |                              | x813. Karel Gustav Berchtold 1761–1813 ČESKÁ VĚTEV           | x813. Karel Gustav Berchtold 1761–1813 ČESKÁ VĚTEV           | x813. Karel Gustav Berchtold 1761–1813 ČESKÁ VĚTEV           | x813. Karel Gustav Berchtold 1761–1813 ČESKÁ VĚTEV           | x813. Karel Gustav Berchtold 1761–1813 ČESKÁ VĚTEV           | x813. Karel Gustav Berchtold 1761–1813 ČESKÁ VĚTEV           |                                                   |                                                   | II. y812. Emilie Schellová z Bauschlottu 1786–1812 | II. y812. Emilie Schellová z Bauschlottu 1786–1812 | II. y812. Emilie Schellová z Bauschlottu 1786–1812 | II. y812. Emilie Schellová z Bauschlottu 1786–1812 | II. y812. Emilie Schellová z Bauschlottu 1786–1812 | II. y812. Emilie Schellová z Bauschlottu 1786–1812 |                                               |                                               | x787. Jindřich Berchtold */† 1787                   | x787. Jindřich Berchtold */† 1787                   | x787. Jindřich Berchtold */† 1787                   | x787. Jindřich Berchtold */† 1787                   | x787. Jindřich Berchtold */† 1787                   | x787. Jindřich Berchtold */† 1787                   |                                  |                                  | Bedřich Všemír Berchtold 1781–1876       | Bedřich Všemír Berchtold 1781–1876       | Bedřich Všemír Berchtold 1781–1876       | Bedřich Všemír Berchtold 1781–1876       | Bedřich Všemír Berchtold 1781–1876       | Bedřich Všemír Berchtold 1781–1876       |  |  | Anna z Berchtoldu 1780–1826                 | Anna z Berchtoldu 1780–1826                 | Anna z Berchtoldu 1780–1826                 | Anna z Berchtoldu 1780–1826                 | Anna z Berchtoldu 1780–1826                 | Anna z Berchtoldu 1780–1826                 |  |  | Petr Prokop Morzinu 1770–1855         | Petr Prokop Morzinu 1770–1855         | Petr Prokop Morzinu 1770–1855         | Petr Prokop Morzinu 1770–1855         | Petr Prokop Morzinu 1770–1855         | Petr Prokop Morzinu 1770–1855         |  |  |                                  |                                  |                                  |                                  |                                  |                                  |  |  |                                                     |                                                     |                                                     |                                                     |                                                     |                                                     |  |  |
| Leopold I. Berchtold 1759–1809 MORAVSKÁ VĚTEV | Leopold I. Berchtold 1759–1809 MORAVSKÁ VĚTEV | Leopold I. Berchtold 1759–1809 MORAVSKÁ VĚTEV | Leopold I. Berchtold 1759–1809 MORAVSKÁ VĚTEV | Leopold I. Berchtold 1759–1809 MORAVSKÁ VĚTEV | Leopold I. Berchtold 1759–1809 MORAVSKÁ VĚTEV |  |  | Marie Johanna z Magnisu 1772–1814   | Marie Johanna z Magnisu 1772–1814   | Marie Johanna z Magnisu 1772–1814   | Marie Johanna z Magnisu 1772–1814   | Marie Johanna z Magnisu 1772–1814   | Marie Johanna z Magnisu 1772–1814   |  |  | František z Berchtoldu 1756–1799             | František z Berchtoldu 1756–1799             | František z Berchtoldu 1756–1799             | František z Berchtoldu 1756–1799             | František z Berchtoldu 1756–1799             | František z Berchtoldu 1756–1799             |                                   |                                   | I. Marie Anna z Edlingu 1773–1802                            | I. Marie Anna z Edlingu 1773–1802                            | I. Marie Anna z Edlingu 1773–1802                            | I. Marie Anna z Edlingu 1773–1802                            | I. Marie Anna z Edlingu 1773–1802                            | I. Marie Anna z Edlingu 1773–1802                            |                              |                              | x813. Karel Gustav Berchtold 1761–1813 ČESKÁ VĚTEV           | x813. Karel Gustav Berchtold 1761–1813 ČESKÁ VĚTEV           | x813. Karel Gustav Berchtold 1761–1813 ČESKÁ VĚTEV           | x813. Karel Gustav Berchtold 1761–1813 ČESKÁ VĚTEV           | x813. Karel Gustav Berchtold 1761–1813 ČESKÁ VĚTEV           | x813. Karel Gustav Berchtold 1761–1813 ČESKÁ VĚTEV           |                                                   |                                                   | II. y812. Emilie Schellová z Bauschlottu 1786–1812 | II. y812. Emilie Schellová z Bauschlottu 1786–1812 | II. y812. Emilie Schellová z Bauschlottu 1786–1812 | II. y812. Emilie Schellová z Bauschlottu 1786–1812 | II. y812. Emilie Schellová z Bauschlottu 1786–1812 | II. y812. Emilie Schellová z Bauschlottu 1786–1812 |                                               |                                               | x787. Jindřich Berchtold */† 1787                   | x787. Jindřich Berchtold */† 1787                   | x787. Jindřich Berchtold */† 1787                   | x787. Jindřich Berchtold */† 1787                   | x787. Jindřich Berchtold */† 1787                   | x787. Jindřich Berchtold */† 1787                   |                                  |                                  | Bedřich Všemír Berchtold 1781–1876       | Bedřich Všemír Berchtold 1781–1876       | Bedřich Všemír Berchtold 1781–1876       | Bedřich Všemír Berchtold 1781–1876       | Bedřich Všemír Berchtold 1781–1876       | Bedřich Všemír Berchtold 1781–1876       |  |  | Anna z Berchtoldu 1780–1826                 | Anna z Berchtoldu 1780–1826                 | Anna z Berchtoldu 1780–1826                 | Anna z Berchtoldu 1780–1826                 | Anna z Berchtoldu 1780–1826                 | Anna z Berchtoldu 1780–1826                 |  |  | Petr Prokop Morzinu 1770–1855         | Petr Prokop Morzinu 1770–1855         | Petr Prokop Morzinu 1770–1855         | Petr Prokop Morzinu 1770–1855         | Petr Prokop Morzinu 1770–1855         | Petr Prokop Morzinu 1770–1855         |  |  |                                  |                                  |                                  |                                  |                                  |                                  |  |  |                                                     |                                                     |                                                     |                                                     |                                                     |                                                     |  |  |
|                                               |                                               |                                               |                                               |                                               |                                               |  |  |                                     |                                     |                                     |                                     |                                     |                                     |  |  |                                              |                                              |                                              |                                              |                                              |                                              |                                   |                                   |                                                              |                                                              |                                                              |                                                              |                                                              |                                                              |                              |                              |                                                              |                                                              |                                                              |                                                              |                                                              |                                                              |                                                   |                                                   |                                                    |                                                    |                                                    |                                                    |                                                    |                                                    |                                               |                                               |                                                     |                                                     |                                                     |                                                     |                                                     |                                                     |                                  |                                  |                                          |                                          |                                          |                                          |                                          |                                          |  |  |                                             |                                             |                                             |                                             |                                             |                                             |  |  |                                       |                                       |                                       |                                       |                                       |                                       |  |  |                                  |                                  |                                  |                                  |                                  |                                  |  |  |                                                     |                                                     |                                                     |                                                     |                                                     |                                                     |  |  |
|                                               |                                               |                                               |                                               |                                               |                                               |  |  |                                     |                                     |                                     |                                     |                                     |                                     |  |  |                                              |                                              |                                              |                                              |                                              |                                              |                                   |                                   |                                                              |                                                              |                                                              |                                                              |                                                              |                                                              |                              |                              |                                                              |                                                              |                                                              |                                                              |                                                              |                                                              |                                                   |                                                   |                                                    |                                                    |                                                    |                                                    |                                                    |                                                    |                                               |                                               |                                                     |                                                     |                                                     |                                                     |                                                     |                                                     |                                  |                                  |                                          |                                          |                                          |                                          |                                          |                                          |  |  |                                             |                                             |                                             |                                             |                                             |                                             |  |  |                                       |                                       |                                       |                                       |                                       |                                       |  |  |                                  |                                  |                                  |                                  |                                  |                                  |  |  |                                                     |                                                     |                                                     |                                                     |                                                     |                                                     |  |  |
| Karel Filip z Berchtoldu 1795–1870            | Karel Filip z Berchtoldu 1795–1870            | Karel Filip z Berchtoldu 1795–1870            | Karel Filip z Berchtoldu 1795–1870            | Karel Filip z Berchtoldu 1795–1870            | Karel Filip z Berchtoldu 1795–1870            |  |  | Cecílie z Lodron-Lateranu 1794–1859 | Cecílie z Lodron-Lateranu 1794–1859 | Cecílie z Lodron-Lateranu 1794–1859 | Cecílie z Lodron-Lateranu 1794–1859 | Cecílie z Lodron-Lateranu 1794–1859 | Cecílie z Lodron-Lateranu 1794–1859 |  |  | Marie Eleonora Josefa z Berchtoldu 1794–1840 | Marie Eleonora Josefa z Berchtoldu 1794–1840 | Marie Eleonora Josefa z Berchtoldu 1794–1840 | Marie Eleonora Josefa z Berchtoldu 1794–1840 | Marie Eleonora Josefa z Berchtoldu 1794–1840 | Marie Eleonora Josefa z Berchtoldu 1794–1840 |                                   |                                   | Karel Jindřich Ghislain Boot de Sombeeck von Veltheim † 1828 | Karel Jindřich Ghislain Boot de Sombeeck von Veltheim † 1828 | Karel Jindřich Ghislain Boot de Sombeeck von Veltheim † 1828 | Karel Jindřich Ghislain Boot de Sombeeck von Veltheim † 1828 | Karel Jindřich Ghislain Boot de Sombeeck von Veltheim † 1828 | Karel Jindřich Ghislain Boot de Sombeeck von Veltheim † 1828 |                              |                              | I. Marie Emílie Wratislaw z Mitrowicz a Schönfeldu 1807–1832 | I. Marie Emílie Wratislaw z Mitrowicz a Schönfeldu 1807–1832 | I. Marie Emílie Wratislaw z Mitrowicz a Schönfeldu 1807–1832 | I. Marie Emílie Wratislaw z Mitrowicz a Schönfeldu 1807–1832 | I. Marie Emílie Wratislaw z Mitrowicz a Schönfeldu 1807–1832 | I. Marie Emílie Wratislaw z Mitrowicz a Schönfeldu 1807–1832 |                                                   |                                                   | x866. Prosper Karel z Berchtoldu 1807–1866         | x866. Prosper Karel z Berchtoldu 1807–1866         | x866. Prosper Karel z Berchtoldu 1807–1866         | x866. Prosper Karel z Berchtoldu 1807–1866         | x866. Prosper Karel z Berchtoldu 1807–1866         | x866. Prosper Karel z Berchtoldu 1807–1866         |                                               |                                               | II. x883. Žofie Zollmannová z Zollendorfu 1813–1883 | II. x883. Žofie Zollmannová z Zollendorfu 1813–1883 | II. x883. Žofie Zollmannová z Zollendorfu 1813–1883 | II. x883. Žofie Zollmannová z Zollendorfu 1813–1883 | II. x883. Žofie Zollmannová z Zollendorfu 1813–1883 | II. x883. Žofie Zollmannová z Zollendorfu 1813–1883 |                                  |                                  | Antonín Jan z Berchtoldu 1809–1841       | Antonín Jan z Berchtoldu 1809–1841       | Antonín Jan z Berchtoldu 1809–1841       | Antonín Jan z Berchtoldu 1809–1841       | Antonín Jan z Berchtoldu 1809–1841       | Antonín Jan z Berchtoldu 1809–1841       |  |  | Marie Henniger von Seeberg 1810–1883        | Marie Henniger von Seeberg 1810–1883        | Marie Henniger von Seeberg 1810–1883        | Marie Henniger von Seeberg 1810–1883        | Marie Henniger von Seeberg 1810–1883        | Marie Henniger von Seeberg 1810–1883        |  |  | x812. Alexander z Berchtoldu */† 1812 | x812. Alexander z Berchtoldu */† 1812 | x812. Alexander z Berchtoldu */† 1812 | x812. Alexander z Berchtoldu */† 1812 | x812. Alexander z Berchtoldu */† 1812 | x812. Alexander z Berchtoldu */† 1812 |  |  | Vincentia z Berchtoldu 1805–1871 | Vincentia z Berchtoldu 1805–1871 | Vincentia z Berchtoldu 1805–1871 | Vincentia z Berchtoldu 1805–1871 | Vincentia z Berchtoldu 1805–1871 | Vincentia z Berchtoldu 1805–1871 |  |  | Filip Philibert ze Spangen von Uyternesse 1810–1886 | Filip Philibert ze Spangen von Uyternesse 1810–1886 | Filip Philibert ze Spangen von Uyternesse 1810–1886 | Filip Philibert ze Spangen von Uyternesse 1810–1886 | Filip Philibert ze Spangen von Uyternesse 1810–1886 | Filip Philibert ze Spangen von Uyternesse 1810–1886 |  |  |
| Karel Filip z Berchtoldu 1795–1870            | Karel Filip z Berchtoldu 1795–1870            | Karel Filip z Berchtoldu 1795–1870            | Karel Filip z Berchtoldu 1795–1870            | Karel Filip z Berchtoldu 1795–1870            | Karel Filip z Berchtoldu 1795–1870            |  |  | Cecílie z Lodron-Lateranu 1794–1859 | Cecílie z Lodron-Lateranu 1794–1859 | Cecílie z Lodron-Lateranu 1794–1859 | Cecílie z Lodron-Lateranu 1794–1859 | Cecílie z Lodron-Lateranu 1794–1859 | Cecílie z Lodron-Lateranu 1794–1859 |  |  | Marie Eleonora Josefa z Berchtoldu 1794–1840 | Marie Eleonora Josefa z Berchtoldu 1794–1840 | Marie Eleonora Josefa z Berchtoldu 1794–1840 | Marie Eleonora Josefa z Berchtoldu 1794–1840 | Marie Eleonora Josefa z Berchtoldu 1794–1840 | Marie Eleonora Josefa z Berchtoldu 1794–1840 |                                   |                                   | Karel Jindřich Ghislain Boot de Sombeeck von Veltheim † 1828 | Karel Jindřich Ghislain Boot de Sombeeck von Veltheim † 1828 | Karel Jindřich Ghislain Boot de Sombeeck von Veltheim † 1828 | Karel Jindřich Ghislain Boot de Sombeeck von Veltheim † 1828 | Karel Jindřich Ghislain Boot de Sombeeck von Veltheim † 1828 | Karel Jindřich Ghislain Boot de Sombeeck von Veltheim † 1828 |                              |                              | I. Marie Emílie Wratislaw z Mitrowicz a Schönfeldu 1807–1832 | I. Marie Emílie Wratislaw z Mitrowicz a Schönfeldu 1807–1832 | I. Marie Emílie Wratislaw z Mitrowicz a Schönfeldu 1807–1832 | I. Marie Emílie Wratislaw z Mitrowicz a Schönfeldu 1807–1832 | I. Marie Emílie Wratislaw z Mitrowicz a Schönfeldu 1807–1832 | I. Marie Emílie Wratislaw z Mitrowicz a Schönfeldu 1807–1832 |                                                   |                                                   | x866. Prosper Karel z Berchtoldu 1807–1866         | x866. Prosper Karel z Berchtoldu 1807–1866         | x866. Prosper Karel z Berchtoldu 1807–1866         | x866. Prosper Karel z Berchtoldu 1807–1866         | x866. Prosper Karel z Berchtoldu 1807–1866         | x866. Prosper Karel z Berchtoldu 1807–1866         |                                               |                                               | II. x883. Žofie Zollmannová z Zollendorfu 1813–1883 | II. x883. Žofie Zollmannová z Zollendorfu 1813–1883 | II. x883. Žofie Zollmannová z Zollendorfu 1813–1883 | II. x883. Žofie Zollmannová z Zollendorfu 1813–1883 | II. x883. Žofie Zollmannová z Zollendorfu 1813–1883 | II. x883. Žofie Zollmannová z Zollendorfu 1813–1883 |                                  |                                  | Antonín Jan z Berchtoldu 1809–1841       | Antonín Jan z Berchtoldu 1809–1841       | Antonín Jan z Berchtoldu 1809–1841       | Antonín Jan z Berchtoldu 1809–1841       | Antonín Jan z Berchtoldu 1809–1841       | Antonín Jan z Berchtoldu 1809–1841       |  |  | Marie Henniger von Seeberg 1810–1883        | Marie Henniger von Seeberg 1810–1883        | Marie Henniger von Seeberg 1810–1883        | Marie Henniger von Seeberg 1810–1883        | Marie Henniger von Seeberg 1810–1883        | Marie Henniger von Seeberg 1810–1883        |  |  | x812. Alexander z Berchtoldu */† 1812 | x812. Alexander z Berchtoldu */† 1812 | x812. Alexander z Berchtoldu */† 1812 | x812. Alexander z Berchtoldu */† 1812 | x812. Alexander z Berchtoldu */† 1812 | x812. Alexander z Berchtoldu */† 1812 |  |  | Vincentia z Berchtoldu 1805–1871 | Vincentia z Berchtoldu 1805–1871 | Vincentia z Berchtoldu 1805–1871 | Vincentia z Berchtoldu 1805–1871 | Vincentia z Berchtoldu 1805–1871 | Vincentia z Berchtoldu 1805–1871 |  |  | Filip Philibert ze Spangen von Uyternesse 1810–1886 | Filip Philibert ze Spangen von Uyternesse 1810–1886 | Filip Philibert ze Spangen von Uyternesse 1810–1886 | Filip Philibert ze Spangen von Uyternesse 1810–1886 | Filip Philibert ze Spangen von Uyternesse 1810–1886 | Filip Philibert ze Spangen von Uyternesse 1810–1886 |  |  |
|                                               |                                               |                                               |                                               |                                               |                                               |  |  |                                     |                                     |                                     |                                     |                                     |                                     |  |  |                                              |                                              |                                              |                                              |                                              |                                              |                                   |                                   |                                                              |                                                              |                                                              |                                                              |                                                              |                                                              |                              |                              |                                                              |                                                              |                                                              |                                                              |                                                              |                                                              |                                                   |                                                   |                                                    |                                                    |                                                    |                                                    |                                                    |                                                    |                                               |                                               |                                                     |                                                     |                                                     |                                                     |                                                     |                                                     |                                  |                                  |                                          |                                          |                                          |                                          |                                          |                                          |  |  |                                             |                                             |                                             |                                             |                                             |                                             |  |  |                                       |                                       |                                       |                                       |                                       |                                       |  |  |                                  |                                  |                                  |                                  |                                  |                                  |  |  |                                                     |                                                     |                                                     |                                                     |                                                     |                                                     |  |  |
|                                               |                                               |                                               |                                               |                                               |                                               |  |  |                                     |                                     |                                     |                                     |                                     |                                     |  |  |                                              |                                              |                                              |                                              |                                              |                                              |                                   |                                   |                                                              |                                                              |                                                              |                                                              |                                                              |                                                              |                              |                              |                                                              |                                                              |                                                              |                                                              |                                                              |                                                              |                                                   |                                                   |                                                    |                                                    |                                                    |                                                    |                                                    |                                                    |                                               |                                               |                                                     |                                                     |                                                     |                                                     |                                                     |                                                     |                                  |                                  |                                          |                                          |                                          |                                          |                                          |                                          |  |  |                                             |                                             |                                             |                                             |                                             |                                             |  |  |                                       |                                       |                                       |                                       |                                       |                                       |  |  |                                  |                                  |                                  |                                  |                                  |                                  |  |  |                                                     |                                                     |                                                     |                                                     |                                                     |                                                     |  |  |
|                                               |                                               |                                               |                                               |                                               |                                               |  |  |                                     |                                     |                                     |                                     |                                     |                                     |  |  | x847. Jaromír z Berchtoldu 1833–1847         | x847. Jaromír z Berchtoldu 1833–1847         | x847. Jaromír z Berchtoldu 1833–1847         | x847. Jaromír z Berchtoldu 1833–1847         | x847. Jaromír z Berchtoldu 1833–1847         | x847. Jaromír z Berchtoldu 1833–1847         |                                   |                                   | Miloslava z Berchtoldu 1834–1874                             | Miloslava z Berchtoldu 1834–1874                             | Miloslava z Berchtoldu 1834–1874                             | Miloslava z Berchtoldu 1834–1874                             | Miloslava z Berchtoldu 1834–1874                             | Miloslava z Berchtoldu 1834–1874                             |                              |                              | František Zahn ?–?                                           | František Zahn ?–?                                           | František Zahn ?–?                                           | František Zahn ?–?                                           | František Zahn ?–?                                           | František Zahn ?–?                                           |                                                   |                                                   | x838. Bohumila z Berchtoldu 1836–1838              | x838. Bohumila z Berchtoldu 1836–1838              | x838. Bohumila z Berchtoldu 1836–1838              | x838. Bohumila z Berchtoldu 1836–1838              | x838. Bohumila z Berchtoldu 1836–1838              | x838. Bohumila z Berchtoldu 1836–1838              |                                               |                                               | x884. Bohuslav Pravomil z Berchtoldu 1841–1884      | x884. Bohuslav Pravomil z Berchtoldu 1841–1884      | x884. Bohuslav Pravomil z Berchtoldu 1841–1884      | x884. Bohuslav Pravomil z Berchtoldu 1841–1884      | x884. Bohuslav Pravomil z Berchtoldu 1841–1884      | x884. Bohuslav Pravomil z Berchtoldu 1841–1884      |                                  |                                  | Giulietta z Bulgarini 1850–1927          | Giulietta z Bulgarini 1850–1927          | Giulietta z Bulgarini 1850–1927          | Giulietta z Bulgarini 1850–1927          | Giulietta z Bulgarini 1850–1927          | Giulietta z Bulgarini 1850–1927          |  |  | x886. Otakar Vincenc z Berchtoldu 1845–1886 | x886. Otakar Vincenc z Berchtoldu 1845–1886 | x886. Otakar Vincenc z Berchtoldu 1845–1886 | x886. Otakar Vincenc z Berchtoldu 1845–1886 | x886. Otakar Vincenc z Berchtoldu 1845–1886 | x886. Otakar Vincenc z Berchtoldu 1845–1886 |  |  |                                       |                                       |                                       |                                       |                                       |                                       |  |  |                                  |                                  |                                  |                                  |                                  |                                  |  |  |                                                     |                                                     |                                                     |                                                     |                                                     |                                                     |  |  |
|                                               |                                               |                                               |                                               |                                               |                                               |  |  |                                     |                                     |                                     |                                     |                                     |                                     |  |  | x847. Jaromír z Berchtoldu 1833–1847         | x847. Jaromír z Berchtoldu 1833–1847         | x847. Jaromír z Berchtoldu 1833–1847         | x847. Jaromír z Berchtoldu 1833–1847         | x847. Jaromír z Berchtoldu 1833–1847         | x847. Jaromír z Berchtoldu 1833–1847         |                                   |                                   | Miloslava z Berchtoldu 1834–1874                             | Miloslava z Berchtoldu 1834–1874                             | Miloslava z Berchtoldu 1834–1874                             | Miloslava z Berchtoldu 1834–1874                             | Miloslava z Berchtoldu 1834–1874                             | Miloslava z Berchtoldu 1834–1874                             |                              |                              | František Zahn ?–?                                           | František Zahn ?–?                                           | František Zahn ?–?                                           | František Zahn ?–?                                           | František Zahn ?–?                                           | František Zahn ?–?                                           |                                                   |                                                   | x838. Bohumila z Berchtoldu 1836–1838              | x838. Bohumila z Berchtoldu 1836–1838              | x838. Bohumila z Berchtoldu 1836–1838              | x838. Bohumila z Berchtoldu 1836–1838              | x838. Bohumila z Berchtoldu 1836–1838              | x838. Bohumila z Berchtoldu 1836–1838              |                                               |                                               | x884. Bohuslav Pravomil z Berchtoldu 1841–1884      | x884. Bohuslav Pravomil z Berchtoldu 1841–1884      | x884. Bohuslav Pravomil z Berchtoldu 1841–1884      | x884. Bohuslav Pravomil z Berchtoldu 1841–1884      | x884. Bohuslav Pravomil z Berchtoldu 1841–1884      | x884. Bohuslav Pravomil z Berchtoldu 1841–1884      |                                  |                                  | Giulietta z Bulgarini 1850–1927          | Giulietta z Bulgarini 1850–1927          | Giulietta z Bulgarini 1850–1927          | Giulietta z Bulgarini 1850–1927          | Giulietta z Bulgarini 1850–1927          | Giulietta z Bulgarini 1850–1927          |  |  | x886. Otakar Vincenc z Berchtoldu 1845–1886 | x886. Otakar Vincenc z Berchtoldu 1845–1886 | x886. Otakar Vincenc z Berchtoldu 1845–1886 | x886. Otakar Vincenc z Berchtoldu 1845–1886 | x886. Otakar Vincenc z Berchtoldu 1845–1886 | x886. Otakar Vincenc z Berchtoldu 1845–1886 |  |  |                                       |                                       |                                       |                                       |                                       |                                       |  |  |                                  |                                  |                                  |                                  |                                  |                                  |  |  |                                                     |                                                     |                                                     |                                                     |                                                     |                                                     |  |  |
|                                               |                                               |                                               |                                               |                                               |                                               |  |  |                                     |                                     |                                     |                                     |                                     |                                     |  |  |                                              |                                              |                                              |                                              |                                              |                                              |                                   |                                   |                                                              |                                                              |                                                              |                                                              |                                                              |                                                              |                              |                              |                                                              |                                                              |                                                              |                                                              |                                                              |                                                              |                                                   |                                                   |                                                    |                                                    |                                                    |                                                    |                                                    |                                                    |                                               |                                               |                                                     |                                                     |                                                     |                                                     |                                                     |                                                     |                                  |                                  |                                          |                                          |                                          |                                          |                                          |                                          |  |  |                                             |                                             |                                             |                                             |                                             |                                             |  |  |                                       |                                       |                                       |                                       |                                       |                                       |  |  |                                  |                                  |                                  |                                  |                                  |                                  |  |  |                                                     |                                                     |                                                     |                                                     |                                                     |                                                     |  |  |
|                                               |                                               |                                               |                                               |                                               |                                               |  |  |                                     |                                     |                                     |                                     |                                     |                                     |  |  |                                              |                                              |                                              |                                              |                                              |                                              |                                   |                                   |                                                              |                                                              |                                                              |                                                              |                                                              |                                                              |                              |                              |                                                              |                                                              |                                                              |                                                              |                                                              |                                                              |                                                   |                                                   |                                                    |                                                    |                                                    |                                                    |                                                    |                                                    |                                               |                                               |                                                     |                                                     |                                                     |                                                     |                                                     |                                                     |                                  |                                  |                                          |                                          |                                          |                                          |                                          |                                          |  |  |                                             |                                             |                                             |                                             |                                             |                                             |  |  |                                       |                                       |                                       |                                       |                                       |                                       |  |  |                                  |                                  |                                  |                                  |                                  |                                  |  |  |                                                     |                                                     |                                                     |                                                     |                                                     |                                                     |  |  |
|                                               |                                               |                                               |                                               |                                               |                                               |  |  |                                     |                                     |                                     |                                     |                                     |                                     |  |  | 1. Otakar Prosper z Berchtoldu 1874–1918     | 1. Otakar Prosper z Berchtoldu 1874–1918     | 1. Otakar Prosper z Berchtoldu 1874–1918     | 1. Otakar Prosper z Berchtoldu 1874–1918     | 1. Otakar Prosper z Berchtoldu 1874–1918     | 1. Otakar Prosper z Berchtoldu 1874–1918     |                                   |                                   | 3. Kateřina, roz. Sušerová 1877–1941                         | 3. Kateřina, roz. Sušerová 1877–1941                         | 3. Kateřina, roz. Sušerová 1877–1941                         | 3. Kateřina, roz. Sušerová 1877–1941                         | 3. Kateřina, roz. Sušerová 1877–1941                         | 3. Kateřina, roz. Sušerová 1877–1941                         |                              |                              | Karel Maria z Berchtoldu 1876–?                              | Karel Maria z Berchtoldu 1876–?                              | Karel Maria z Berchtoldu 1876–?                              | Karel Maria z Berchtoldu 1876–?                              | Karel Maria z Berchtoldu 1876–?                              | Karel Maria z Berchtoldu 1876–?                              |                                                   |                                                   | Josefina Helena z Fodermayeru 1883–?               | Josefina Helena z Fodermayeru 1883–?               | Josefina Helena z Fodermayeru 1883–?               | Josefina Helena z Fodermayeru 1883–?               | Josefina Helena z Fodermayeru 1883–?               | Josefina Helena z Fodermayeru 1883–?               |                                               |                                               | Maria Vincentia Pauline z Berchtoldu 1869–1919      | Maria Vincentia Pauline z Berchtoldu 1869–1919      | Maria Vincentia Pauline z Berchtoldu 1869–1919      | Maria Vincentia Pauline z Berchtoldu 1869–1919      | Maria Vincentia Pauline z Berchtoldu 1869–1919      | Maria Vincentia Pauline z Berchtoldu 1869–1919      |                                  |                                  | Zdenko z Waldstein-Wartenbergu 1862–1936 | Zdenko z Waldstein-Wartenbergu 1862–1936 | Zdenko z Waldstein-Wartenbergu 1862–1936 | Zdenko z Waldstein-Wartenbergu 1862–1936 | Zdenko z Waldstein-Wartenbergu 1862–1936 | Zdenko z Waldstein-Wartenbergu 1862–1936 |  |  | Gisela z Berchtoldu 1882–1951               | Gisela z Berchtoldu 1882–1951               | Gisela z Berchtoldu 1882–1951               | Gisela z Berchtoldu 1882–1951               | Gisela z Berchtoldu 1882–1951               | Gisela z Berchtoldu 1882–1951               |  |  |                                       |                                       |                                       |                                       |                                       |                                       |  |  |                                  |                                  |                                  |                                  |                                  |                                  |  |  |                                                     |                                                     |                                                     |                                                     |                                                     |                                                     |  |  |
|                                               |                                               |                                               |                                               |                                               |                                               |  |  |                                     |                                     |                                     |                                     |                                     |                                     |  |  | 1. Otakar Prosper z Berchtoldu 1874–1918     | 1. Otakar Prosper z Berchtoldu 1874–1918     | 1. Otakar Prosper z Berchtoldu 1874–1918     | 1. Otakar Prosper z Berchtoldu 1874–1918     | 1. Otakar Prosper z Berchtoldu 1874–1918     | 1. Otakar Prosper z Berchtoldu 1874–1918     |                                   |                                   | 3. Kateřina, roz. Sušerová 1877–1941                         | 3. Kateřina, roz. Sušerová 1877–1941                         | 3. Kateřina, roz. Sušerová 1877–1941                         | 3. Kateřina, roz. Sušerová 1877–1941                         | 3. Kateřina, roz. Sušerová 1877–1941                         | 3. Kateřina, roz. Sušerová 1877–1941                         |                              |                              | Karel Maria z Berchtoldu 1876–?                              | Karel Maria z Berchtoldu 1876–?                              | Karel Maria z Berchtoldu 1876–?                              | Karel Maria z Berchtoldu 1876–?                              | Karel Maria z Berchtoldu 1876–?                              | Karel Maria z Berchtoldu 1876–?                              |                                                   |                                                   | Josefina Helena z Fodermayeru 1883–?               | Josefina Helena z Fodermayeru 1883–?               | Josefina Helena z Fodermayeru 1883–?               | Josefina Helena z Fodermayeru 1883–?               | Josefina Helena z Fodermayeru 1883–?               | Josefina Helena z Fodermayeru 1883–?               |                                               |                                               | Maria Vincentia Pauline z Berchtoldu 1869–1919      | Maria Vincentia Pauline z Berchtoldu 1869–1919      | Maria Vincentia Pauline z Berchtoldu 1869–1919      | Maria Vincentia Pauline z Berchtoldu 1869–1919      | Maria Vincentia Pauline z Berchtoldu 1869–1919      | Maria Vincentia Pauline z Berchtoldu 1869–1919      |                                  |                                  | Zdenko z Waldstein-Wartenbergu 1862–1936 | Zdenko z Waldstein-Wartenbergu 1862–1936 | Zdenko z Waldstein-Wartenbergu 1862–1936 | Zdenko z Waldstein-Wartenbergu 1862–1936 | Zdenko z Waldstein-Wartenbergu 1862–1936 | Zdenko z Waldstein-Wartenbergu 1862–1936 |  |  | Gisela z Berchtoldu 1882–1951               | Gisela z Berchtoldu 1882–1951               | Gisela z Berchtoldu 1882–1951               | Gisela z Berchtoldu 1882–1951               | Gisela z Berchtoldu 1882–1951               | Gisela z Berchtoldu 1882–1951               |  |  |                                       |                                       |                                       |                                       |                                       |                                       |  |  |                                  |                                  |                                  |                                  |                                  |                                  |  |  |                                                     |                                                     |                                                     |                                                     |                                                     |                                                     |  |  |
|                                               |                                               |                                               |                                               |                                               |                                               |  |  |                                     |                                     |                                     |                                     |                                     |                                     |  |  |                                              |                                              |                                              |                                              |                                              |                                              |                                   |                                   |                                                              |                                                              |                                                              |                                                              |                                                              |                                                              |                              |                              |                                                              |                                                              |                                                              |                                                              |                                                              |                                                              |                                                   |                                                   |                                                    |                                                    |                                                    |                                                    |                                                    |                                                    |                                               |                                               |                                                     |                                                     |                                                     |                                                     |                                                     |                                                     |                                  |                                  |                                          |                                          |                                          |                                          |                                          |                                          |  |  |                                             |                                             |                                             |                                             |                                             |                                             |  |  |                                       |                                       |                                       |                                       |                                       |                                       |  |  |                                  |                                  |                                  |                                  |                                  |                                  |  |  |                                                     |                                                     |                                                     |                                                     |                                                     |                                                     |  |  |
|                                               |                                               |                                               |                                               |                                               |                                               |  |  |                                     |                                     |                                     |                                     |                                     |                                     |  |  |                                              |                                              |                                              |                                              |                                              |                                              |                                   |                                   |                                                              |                                                              |                                                              |                                                              |                                                              |                                                              |                              |                              |                                                              |                                                              |                                                              |                                                              |                                                              |                                                              |                                                   |                                                   |                                                    |                                                    |                                                    |                                                    |                                                    |                                                    |                                               |                                               |                                                     |                                                     |                                                     |                                                     |                                                     |                                                     |                                  |                                  |                                          |                                          |                                          |                                          |                                          |                                          |  |  |                                             |                                             |                                             |                                             |                                             |                                             |  |  |                                       |                                       |                                       |                                       |                                       |                                       |  |  |                                  |                                  |                                  |                                  |                                  |                                  |  |  |                                                     |                                                     |                                                     |                                                     |                                                     |                                                     |  |  |
|                                               |                                               |                                               |                                               |                                               |                                               |  |  |                                     |                                     |                                     |                                     |                                     |                                     |  |  |                                              |                                              |                                              |                                              | Juliána, roz. z Berchtoldu 1899–?            | Juliána, roz. z Berchtoldu 1899–?            | Juliána, roz. z Berchtoldu 1899–? | Juliána, roz. z Berchtoldu 1899–? | Juliána, roz. z Berchtoldu 1899–?                            | Juliána, roz. z Berchtoldu 1899–?                            |                                                              |                                                              | 2. Emil Schnöbling 1886–1936                                 | 2. Emil Schnöbling 1886–1936                                 | 2. Emil Schnöbling 1886–1936 | 2. Emil Schnöbling 1886–1936 | 2. Emil Schnöbling 1886–1936                                 | 2. Emil Schnöbling 1886–1936                                 |                                                              |                                                              |                                                              |                                                              |                                                   |                                                   |                                                    |                                                    |                                                    |                                                    |                                                    |                                                    |                                               |                                               |                                                     |                                                     |                                                     |                                                     |                                                     |                                                     |                                  |                                  |                                          |                                          |                                          |                                          |                                          |                                          |  |  |                                             |                                             |                                             |                                             |                                             |                                             |  |  |                                       |                                       |                                       |                                       |                                       |                                       |  |  |                                  |                                  |                                  |                                  |                                  |                                  |  |  |                                                     |                                                     |                                                     |                                                     |                                                     |                                                     |  |  |
|                                               |                                               |                                               |                                               |                                               |                                               |  |  |                                     |                                     |                                     |                                     |                                     |                                     |  |  |                                              |                                              |                                              |                                              | Juliána, roz. z Berchtoldu 1899–?            | Juliána, roz. z Berchtoldu 1899–?            | Juliána, roz. z Berchtoldu 1899–? | Juliána, roz. z Berchtoldu 1899–? | Juliána, roz. z Berchtoldu 1899–?                            | Juliána, roz. z Berchtoldu 1899–?                            |                                                              |                                                              | 2. Emil Schnöbling 1886–1936                                 | 2. Emil Schnöbling 1886–1936                                 | 2. Emil Schnöbling 1886–1936 | 2. Emil Schnöbling 1886–1936 | 2. Emil Schnöbling 1886–1936                                 | 2. Emil Schnöbling 1886–1936                                 |                                                              |                                                              |                                                              |                                                              |                                                   |                                                   |                                                    |                                                    |                                                    |                                                    |                                                    |                                                    |                                               |                                               |                                                     |                                                     |                                                     |                                                     |                                                     |                                                     |                                  |                                  |                                          |                                          |                                          |                                          |                                          |                                          |  |  |                                             |                                             |                                             |                                             |                                             |                                             |  |  |                                       |                                       |                                       |                                       |                                       |                                       |  |  |                                  |                                  |                                  |                                  |                                  |                                  |  |  |                                                     |                                                     |                                                     |                                                     |                                                     |                                                     |  |  |
|                                               |                                               |                                               |                                               |                                               |                                               |  |  |                                     |                                     |                                     |                                     |                                     |                                     |  |  |                                              |                                              |                                              |                                              |                                              |                                              |                                   |                                   |                                                              |                                                              |                                                              |                                                              |                                                              |                                                              |                              |                              |                                                              |                                                              |                                                              |                                                              |                                                              |                                                              |                                                   |                                                   |                                                    |                                                    |                                                    |                                                    |                                                    |                                                    |                                               |                                               |                                                     |                                                     |                                                     |                                                     |                                                     |                                                     |                                  |                                  |                                          |                                          |                                          |                                          |                                          |                                          |  |  |                                             |                                             |                                             |                                             |                                             |                                             |  |  |                                       |                                       |                                       |                                       |                                       |                                       |  |  |                                  |                                  |                                  |                                  |                                  |                                  |  |  |                                                     |                                                     |                                                     |                                                     |                                                     |                                                     |  |  |
|                                               |                                               |                                               |                                               |                                               |                                               |  |  |                                     |                                     |                                     |                                     |                                     |                                     |  |  |                                              |                                              |                                              |                                              |                                              |                                              |                                   |                                   |                                                              |                                                              |                                                              |                                                              |                                                              |                                                              |                              |                              |                                                              |                                                              |                                                              |                                                              |                                                              |                                                              |                                                   |                                                   |                                                    |                                                    |                                                    |                                                    |                                                    |                                                    |                                               |                                               |                                                     |                                                     |                                                     |                                                     |                                                     |                                                     |                                  |                                  |                                          |                                          |                                          |                                          |                                          |                                          |  |  |                                             |                                             |                                             |                                             |                                             |                                             |  |  |                                       |                                       |                                       |                                       |                                       |                                       |  |  |                                  |                                  |                                  |                                  |                                  |                                  |  |  |                                                     |                                                     |                                                     |                                                     |                                                     |                                                     |  |  |
|                                               |                                               |                                               |                                               |                                               |                                               |  |  |                                     |                                     |                                     |                                     |                                     |                                     |  |  |                                              |                                              |                                              |                                              |                                              |                                              |                                   |                                   | Helene Schnöblingová 1921–?                                  |                                                              |                                                              |                                                              |                                                              |                                                              |                              |                              |                                                              |                                                              |                                                              |                                                              |                                                              |                                                              |                                                   |                                                   |                                                    |                                                    |                                                    |                                                    |                                                    |                                                    |                                               |                                               |                                                     |                                                     |                                                     |                                                     |                                                     |                                                     |                                  |                                  |                                          |                                          |                                          |                                          |                                          |                                          |  |  |                                             |                                             |                                             |                                             |                                             |                                             |  |  |                                       |                                       |                                       |                                       |                                       |                                       |  |  |                                  |                                  |                                  |                                  |                                  |                                  |  |  |                                                     |                                                     |                                                     |                                                     |                                                     |                                                     |  |  |
|                                               |                                               |                                               |                                               |                                               |                                               |  |  |                                     |                                     |                                     |                                     |                                     |                                     |  |  |                                              |                                              |                                              |                                              |                                              |                                              |                                   |                                   |                                                              |                                                              |                                                              |                                                              |                                                              |                                                              |                              |                              |                                                              |                                                              |                                                              |                                                              |                                                              |                                                              |                                                   |                                                   |                                                    |                                                    |                                                    |                                                    |                                                    |                                                    |                                               |                                               |                                                     |                                                     |                                                     |                                                     |                                                     |                                                     |                                  |                                  |                                          |                                          |                                          |                                          |                                          |                                          |  |  |                                             |                                             |                                             |                                             |                                             |                                             |  |  |                                       |                                       |                                       |                                       |                                       |                                       |  |  |                                  |                                  |                                  |                                  |                                  |                                  |  |  |                                                     |                                                     |                                                     |                                                     |                                                     |                                                     |  |  |